# Malbranchea sclerotica
Malbranchea sclerotica är en svampart som beskrevs av Guarro, Gené & De Vroey 1993. Malbranchea sclerotica ingår i släktet Malbranchea och familjen Myxotrichaceae.   Inga underarter finns listade i Catalogue of Life.